# Flujo bipolar
En las primeras fases de la formación de una estrella de pequeña masa, asociado a la acreción de materia por parte de la protoestrella se observa también la expulsión de parte de esta materia en forma de chorros/jets protoestelares.
Los jets protoestelares juegan un papel muy importante en el proceso de formación estelar. De hecho, se cree que estos objetos rotan, ayudando de esta manera a la disipación de momento angular del sistema, permitiendo así que el material del disco pueda depositarse sobre la superficie de la estrella. Además estos objetos influencian en gran medida la masa final de la protoestrella. Esto se debe a que cuando se expanden a través de la nube molecular disipan parte del material de la nube limitando la cantidad de materia que se deposita sobre el disco y a su vez sobre la protoestrella. Gracias a la interacción de los chorros protoestelares con el medio interestelar podemos derivar propiedades físicas y químicas de este último. A pesar de su gran importancia en el cuadro general de la formación estelar, se sabe muy poco sobre la evolución y formación de estos objetos.
Según su estadio evolutivo los chorros, y en general los objetos estelares jóvenes, se pueden clasificar desde objetos de Clase 0 a objetos de Clase III. Esta clasificación fue propuesta originalmente por Lada & Wilking (1984) y posteriormente fue modificada por Andre et al. (1993) para incluir los objetos de Clase 0 que anteriormente se desconocían.
Los objetos de Clase 0 representan desde el punto de vista evolutivo los objetos más jóvenes. De hecho, en estos sistemas la protoestrella central se encuentra aún oculta debido a las enormes cantidades de gas y polvo que la rodean. Es por ello que las protoestrellas de clase 0 no son observables en el óptico y haya que desplazarse hasta longitudes de onda del mediano-lejano infrarrojo para conseguir detectar estos objetos tan jóvenes. La SED (del inglés "spectral energy distribution", distribución de energía espectral) de los objetos de clase 0 se caracteriza por la emisión de cuerpo negro del material que los rodea. Los objetos de clase 0 se caracterizan además por un elevado ritmo de acrecimiento, que conlleva la emisión por parte de la estrella de enormes cantidades de materia. En general los chorros asociados con los objetos de Clase 0 se caracterizan por emisión molecular, como por ejemplo CO, H2O o H2. La tasa de expulsión de material típica de estos objetos poco desarrollados es del orden de 10-6 masas solares por año (Msun/yr).
El siguiente estadio evolutivo está representado por los objetos de Clase I. En este estadio se ha ya formado en torno a la protoestrella un disco de acreción espeso y la envolvente se ha reducido considerablemente aunque no lo suficiente para que la estrella central sea ópticamente visible.